# Acier Corten

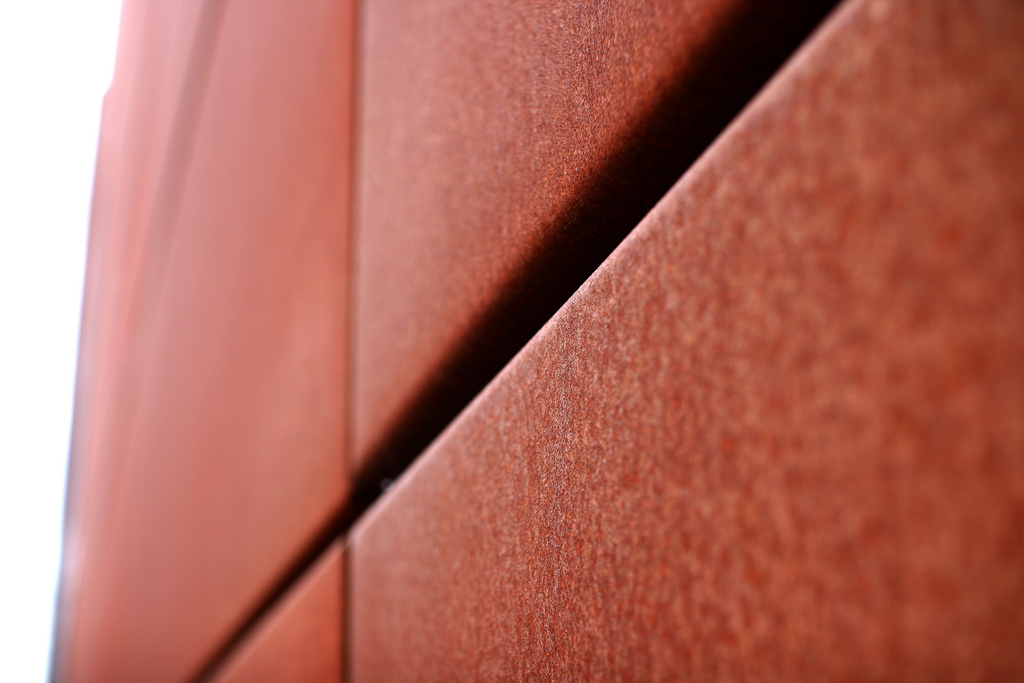
Acier Corten.

L'acier corten, aussi appelé acier auto-patinable, acier auto-protecteur, weathering steel en anglais ou encore acier intempérique au Québec, est un acier à la composition chimique particulière, ce qui lui confère la propriété de s'oxyder spontanément en surface. Avec le temps, cette rouille de surface se stabilise autour du matériau et forme une patine qui le protège contre les agressions (intempéries, polluants, etc.). Correctement mis en œuvre, l'acier auto-patinable est particulièrement durable et ne nécessite pas d'entretien.
Il est utilisé en architecture, en aménagements paysagers et urbains, en construction et en sculpture d'extérieur, pour son aspect reconnaissable et sa résistance. L'oxydation du corten se fait spontanément en quelques jours à quelques mois selon les cas. La tôle prend son aspect rouillé caractéristique puis se stabilise toute seule avec le temps lorsque les conditions sont propices.   
L'ensemble du processus jusqu'à stabilisation peut prendre plusieurs années. Il est possible d'utiliser un accélérateur de rouille, mais souvent au détriment de la stabilisation du matériau à long terme. L'acier corten stabilisé est naturellement protégé des intempéries et ne nécessite ni peinture ni vernis.  

## Normalisation
Initialement, l'alliage acier auto-patinable de type corten était connu comme A242 (COR-TEN A), nom donné par l'organisme de normalisation ASTM International sur la base des deux caractéristiques principales du matériau : « CORrosion resistance and TENsile strength », en français : « résistance à la corrosion et à la traction ». COR-TEN ® est la marque historique développée dans les années 1930, licence U.S. Steel. 
Aujourd'hui, les alliages généralement en production et utilisation sont les aciers de type corten A et B, désignés respectivement par :
- A242 et A588 selon la norme ASTM
- E36 WA4 et E36 WB4 selon la norme NF A 35 502 de novembre 1984
- S355 J2 WP et S355 JOW selon la norme NF EN 10025-5 de mars 2005[1],[2].

L'acier auto-patinable est une base S355. Il existe des génériques comme le S355JOWP, S355J2W... et d'autres marques, par exemple INDATEN®, ARCOROX®. 
Les dernières désignations classent donc l'acier corten parmi les aciers non alliés d'usage général ayant une limite élastique minimale de 355 MPa. L'acier auto-patinable est aussi un matériau réfractaire, ce qui permet de l'utiliser par exemple pour des braseros ou des cheminées industrielles. Certains aciers auto-patinables sont utilisés dans l'industrie automobile pour leur résistance à la corrosion.  

### Définition AFNOR
Définition suivant l’AFNOR (EN 10025-5:2005) : « acier auquel un certain nombre d’éléments, tels que le phosphore, le cuivre, le chrome, le nickel, le molybdène, ont été ajoutés afin d’en accroître la résistance à la corrosion atmosphérique par la formation d’une couche auto-protectrice d’oxydes sur le métal de base sous l’influence des conditions atmosphériques. »
Il existe sur le marché différentes qualités d'aciers auto-patinables, mais aussi des produits de finition qui permettent d'obtenir un rendu approchant. Attention, l'oxydation du corten n'est en aucun cas due à l'utilisation de produits ou d'un bain chimique, elle est inhérente à la composition spécifique de cet acier ! Un autre acier rouillé artificiellement ne saurait en aucun cas remplacer le corten.   

## Architecture

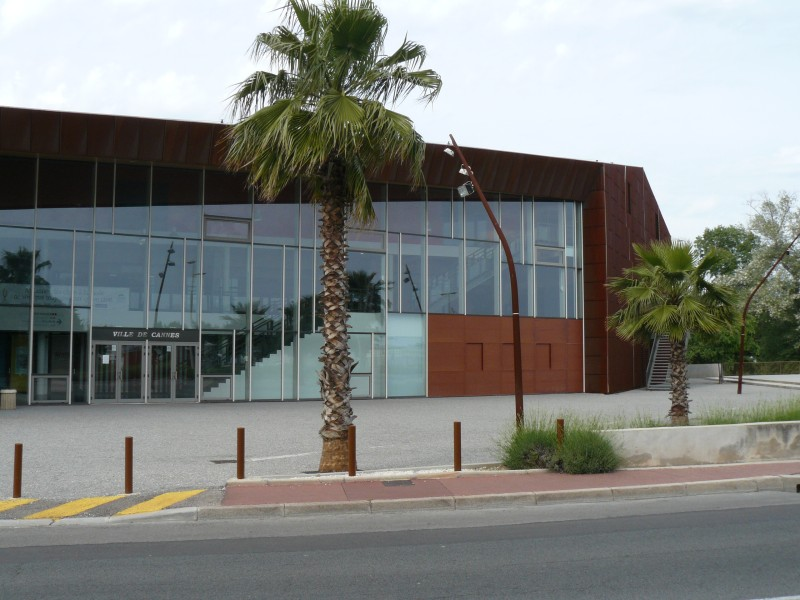
Le Palais des Victoires à Cannes dans le quartier de La Bocca.

Les matériaux bruts ont toujours été appréciés des architectes. Le corten avec son aspect brut est un matériau intéressant d'un point de vue esthétique. Son utilisation est aussi encouragée par des motifs écologiques car contrairement à la plupart des autres aciers, il ne nécessite ni peinture ni vernis et est donc économe en entretien. En cas de petites dégradations, par exemple un frottement ou une rayure, le matériau cicatrise spontanément.  
La US Steel Tower à Pittsburgh, en Pennsylvanie (États-Unis) donne l'exemple le plus remarquable d'usage d'acier corten dans l'architecture américaine. Terminé en 1970, avec une hauteur de 256 mètres (64 étages), ce gratte-ciel est la tour la plus haute de Pittsburgh. L'usage de cet acier pour la construction de la tour était une forme de publicité pour l'entreprise U.S. Steel, à qui appartient la marque COR-TEN®.
En France, le siège de 3M France à Cergy-Pontoise constitue un exemple d'acier corten utilisé tant pour ses qualités structurelles (poteaux et allèges assurant le contreventement par les façades) que pour la fonction d'enveloppe du bâtiment. Ce bâtiment de 41 000 m2 a été conçu par l'architecte Paul Depondt et réalisé de 1973 à 1976. L'entreprise chargée de la construction métallique était la CFEM, désormais absorbée dans le groupe Eiffage. Il demeure sans équivalent. Le siège historique de la société 3M a été démoli en 2021 à la suite du déplacement du siège français de la société à proximité de son emplacement originel à Cergy-Pontoise. Autre réalisation française marquante de cette époque, l'architecte Marc Held édifie sur pilotis dans une zone marécageuse à Gif-sur-Yvette une maison en acier corten, achevée en 1978 et localement surnommée Maison de l'Utopie, dont la renommée sera mondiale.
Le Musée Soulages de Rodez est aussi un exemple notable d'utilisation d'acier corten en habillage de façade. À la suite d'un appel à projets lancé en 2007, c'est le cabinet d'architecture catalan RCR Arquitectes qui a été retenu. L'utilisation du corten pour son aspect brut fait écho à l'œuvre de Pierre Soulages.  
Lors de la rénovation des salines de Salins-les-Bains en 2009, classées depuis au patrimoine mondial de l'Humanité, les architectes ont utilisé l'acier Corten dans le but de rappeler le passé industriel du site et le pouvoir oxydant du sel. Le matériau a été réutilisé ensuite lors de la construction du nouveau casino de la ville, situé à proximité du site touristique. Le centre-ville de Salins-les-Bains offre ainsi un bel exemple d'architecture pensée autour de l'acier Corten.

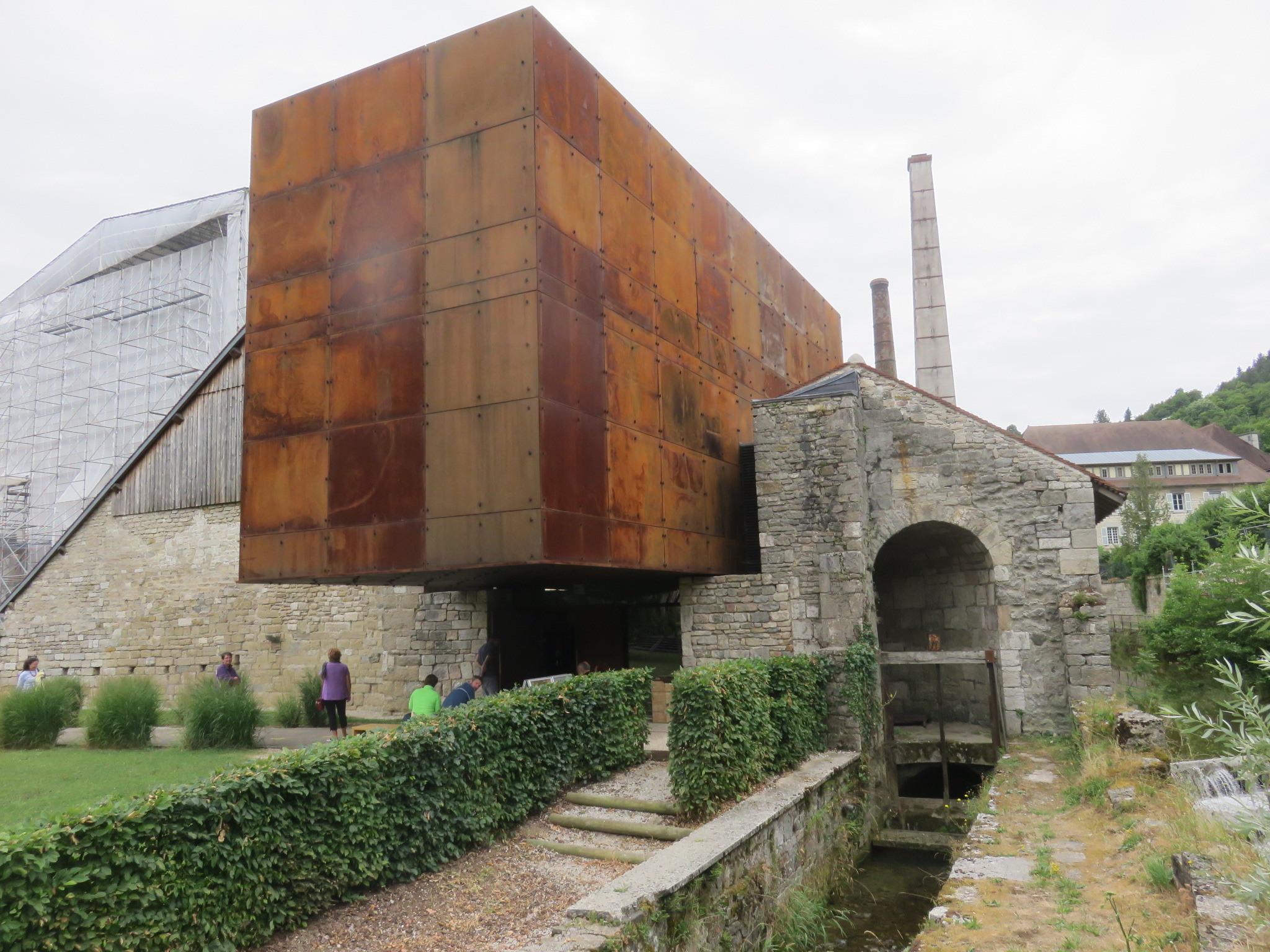
Le « cube » en acier Corten des salines de Salins-les-Bains.

L'utilisation d'acier Corten en construction reste cependant soumise à quelques précautions. Au début de l'oxydation, il peut y avoir des coulures sur les matériaux adjacents. Quoique tenant bien à la corrosion atmosphérique, la couche d'oxyde n'est pas complètement imperméable. Un environnement en immersion ou excessivement humide ne convient pas à l'acier Corten qui doit pouvoir sécher complètement pour s'auto-protéger. C'est aussi un matériau sensible au sel, à utiliser avec prudence en milieu maritime.
Lorsque l'environnement agressif ne permet pas au corten de constituer sa patine protectrice, il se corrode comme un acier ordinaire. Dans ce cas, sa durée de vie est réduite et son esthétique peut être impactée. C'est ce qui s'est passé par exemple avec le stade Aloha à Hawaï.

## Construction métallique

### Matériel ferroviaire
La caisse des locomotives SNCF CC 40100 est de type bicabine monocoque, tout acier, avec châssis et superstructure à revêtement travaillant. Un acier corten faiblement allié est utilisé sous forme de tôle d'épaisseur 1,5 mm pour la double paroi travaillante. Sa bonne soudabilité et sa haute limite d'élasticité ont permis de construire une structure compatible avec les grandes ouvertures pratiquées à la partie supérieure des faces latérales pour des impératifs de ventilation.
Les voitures dites Grand Confort mises en service en France à partir de 1970 sont également en acier corten.

### Maritime

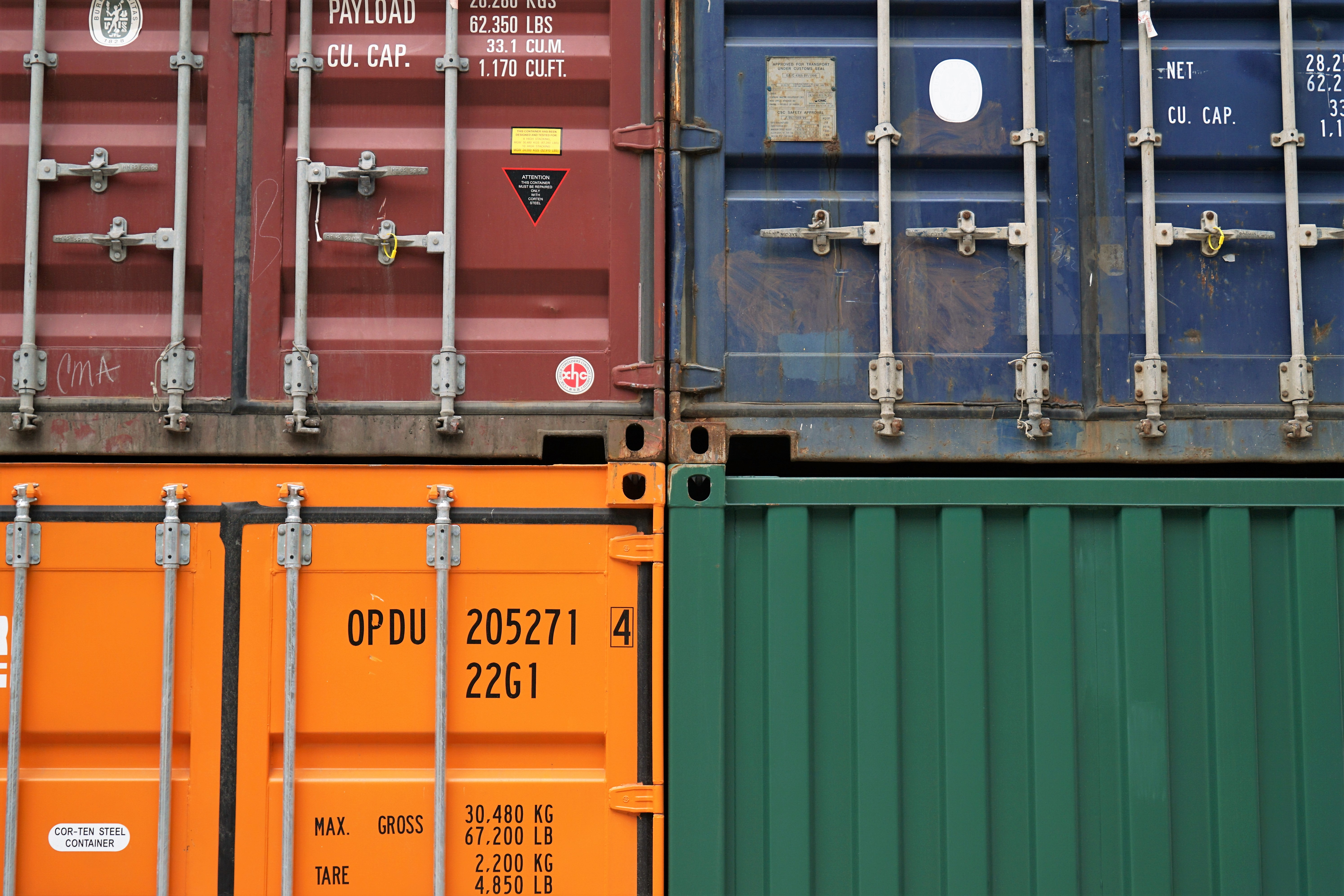
Le conteneur peint en jaune est en acier corten

Bien qu'ils soient la plupart du temps peints, les conteneurs sont fréquemment en acier corten.

## Infrastructures

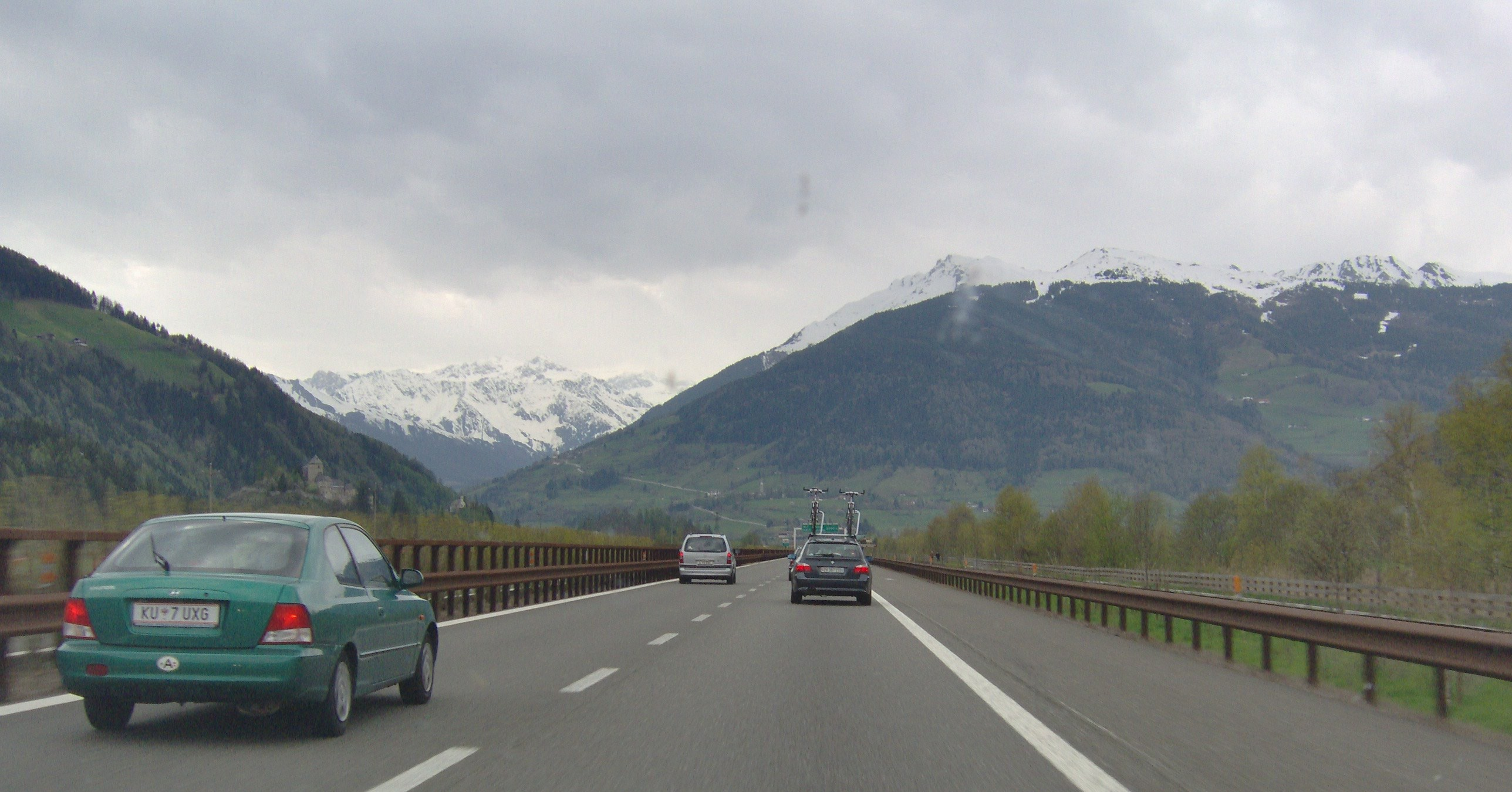
Autoroute A22 près de Sterzing.

Les glissières de sécurité de l'autoroute du Brenner dans sa partie sur territoire italien (Autoroute A22) sont en acier corten, ce qui explique leur couleur.
La plupart des balustrades des belvédères des gorges de l'Ardèche sont réalisées en acier corten.
Le corten peut aussi être utilisé pour des structures de portance comme des ponts. Le Grand-Pont de La Chaux-De-Fonds en Suisse est conçu en acier corten. Il comprend une piste cyclable et une promenade piétonne sur une longueur de 149m. 

## Art

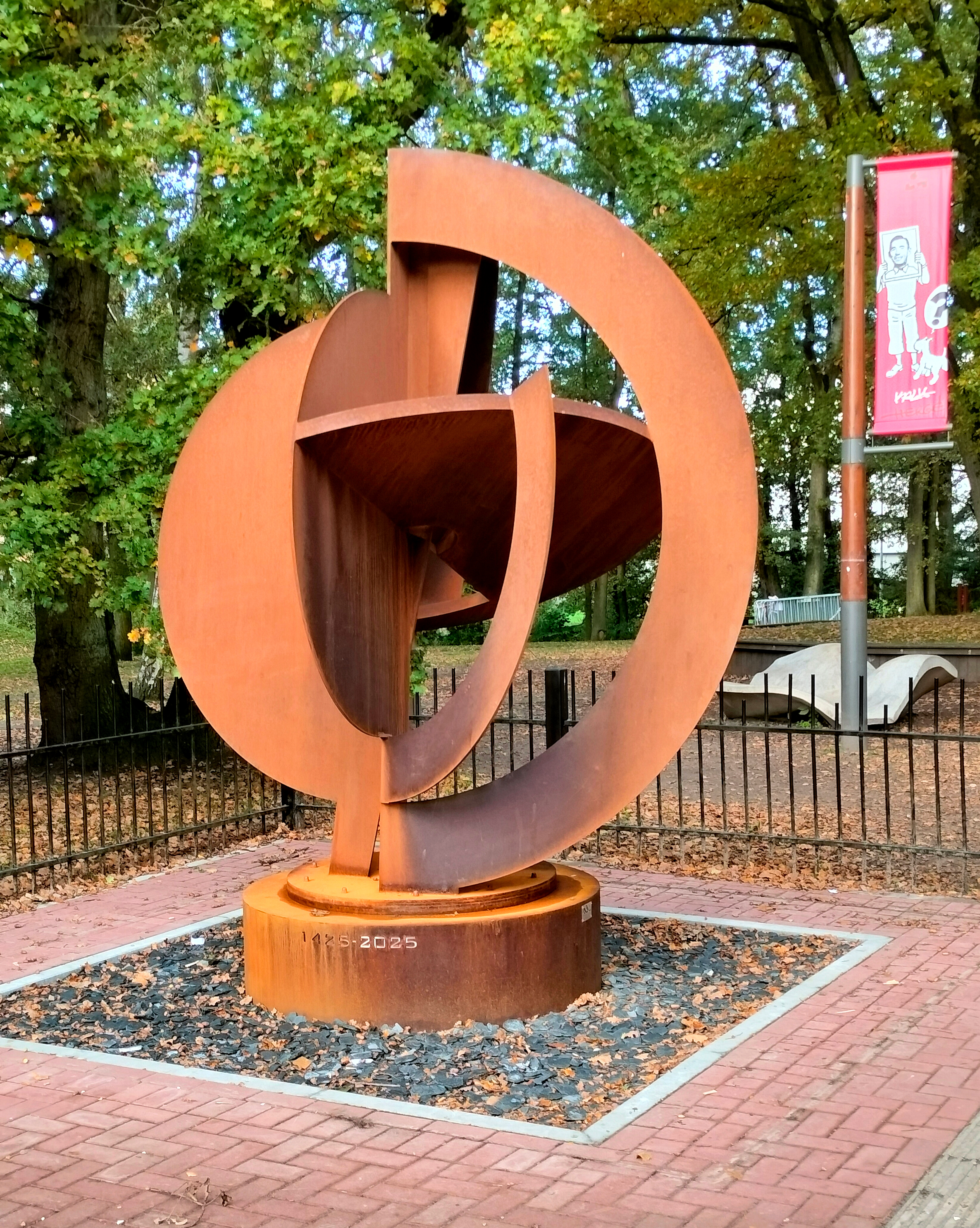
Univers de Marie-Paule Haar à Louvain-la-Neuve.

Certains des sculpteurs connus pour avoir produit des œuvres en acier corten sont l'Américain Richard Serra, les Français Bernar Venet, Gérard Lardeur, Philippe Desloubières et Étienne Viard, l'Espagnol Eduardo Chillida, l'Italien Mauro Staccioli, le Franco-Mexicain Jorge Dubon et la Belge Marie-Paule Haar.
L'une des plus grandes installations en corten au monde est "La Matière du temps", ensemble de 8 sculptures monumentales de Richard Serra. Le spectateur est invité à faire le tour de ces formes géométriques gigantesques exposées au Musée Guggenheim de Bilbao en Espagne. 
Des œuvres de Bernar Venet et d'Eduardo Chillida sont exposées dans le jardin de sculpture du musée de Grenoble, des œuvres de Philippe Desloubières étant entre autres installées dans les villes d'Issy-les-Moulineaux, Saint-Ouen-sur-Seine et Séoul.
À titre d'exemple, on peut citer une sculpture de Marino Di Teana (Liberté), située place du Général-de-Gaulle à Fontenay-sous-Bois, visible en face de la gare du Val de Fontenay et qui est une des plus grandes sculptures réalisées en Europe. On peut également évoquer la réalisation de l'architecte Massimiliano Fuksas à l'entrée de la grotte de Niaux (1988-1993) en France.
En 2007, la réalisation du belvédère au Channel, scène nationale de Calais (62) par l'artiste François Delarozière, est une structure autoportée en acier Corten qui enveloppe le château d'eau désaffecté des anciens abattoirs.
En 2025, l'artiste plasticienne belge Marie-Paule Haar réalise,  à l'entrée du parc de la Source à Louvain-la-Neuve, la sculpture en acier Corten « Univers » pour marquer les 600 ans de la fondation de l'Université de Louvain,.

Œuvres de Mauro Staccioli en acier Corten
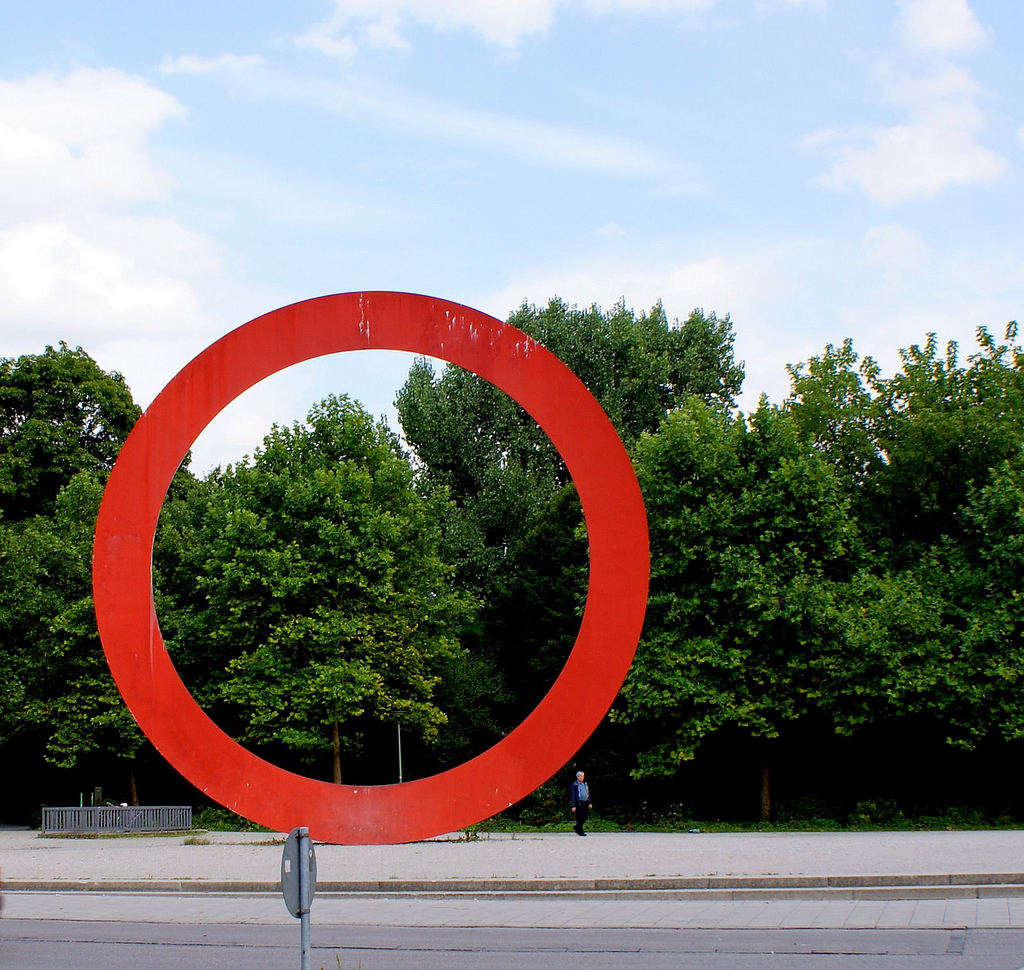
Annelo (Munich).
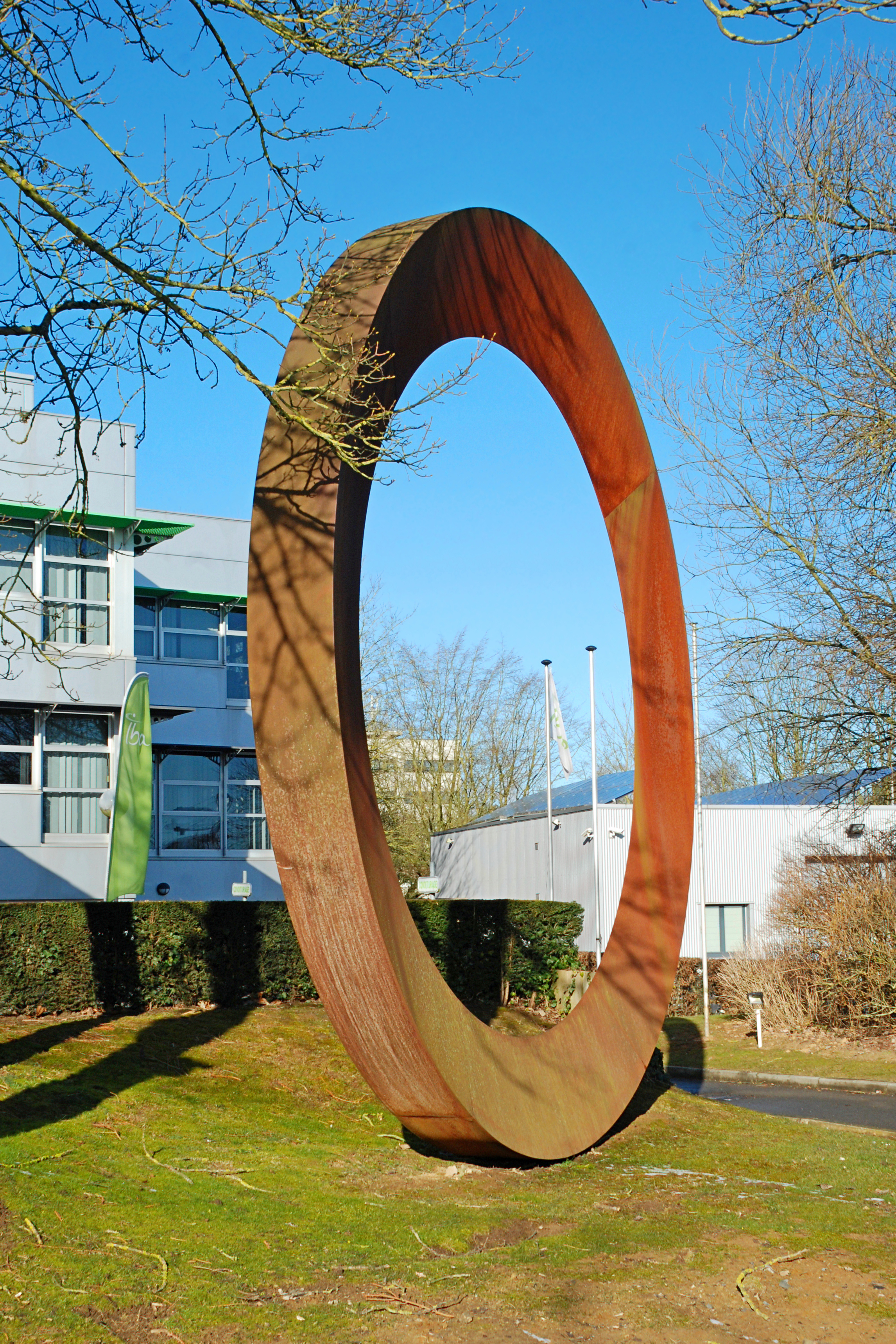
Anneau (Louvain-la-Neuve).
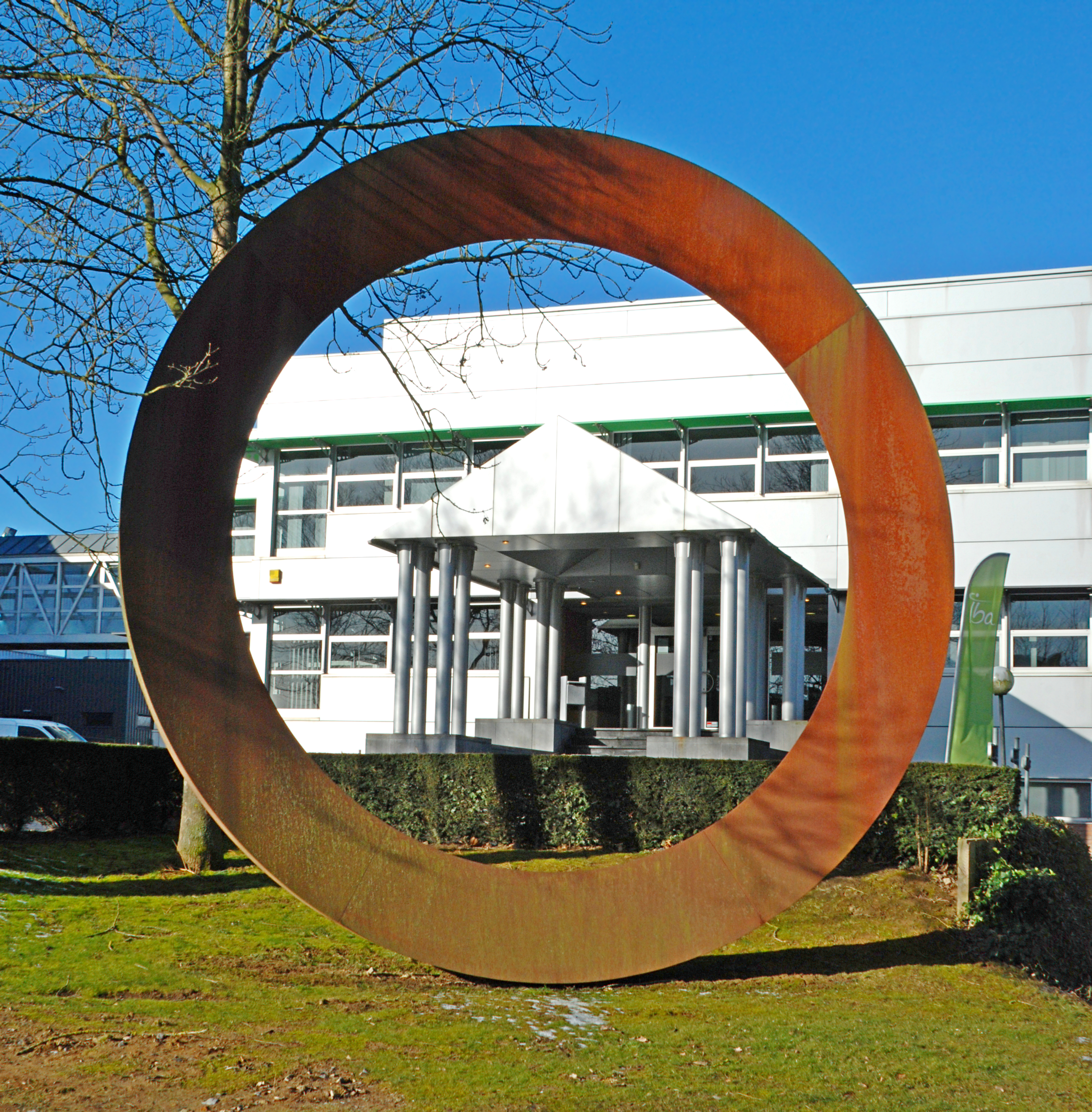
Anneau (IBA, Louvain-la-Neuve).

### Art urbain
Ses qualités esthétiques alliées à sa forte résistance ont fait du corten un matériau utilisé désormais dans les secteurs du design, notamment dans le mobilier urbain contemporain. Une fois stabilisée, la couche d'oxyde est suffisamment résistante pour ne pas tacher les vêtements.

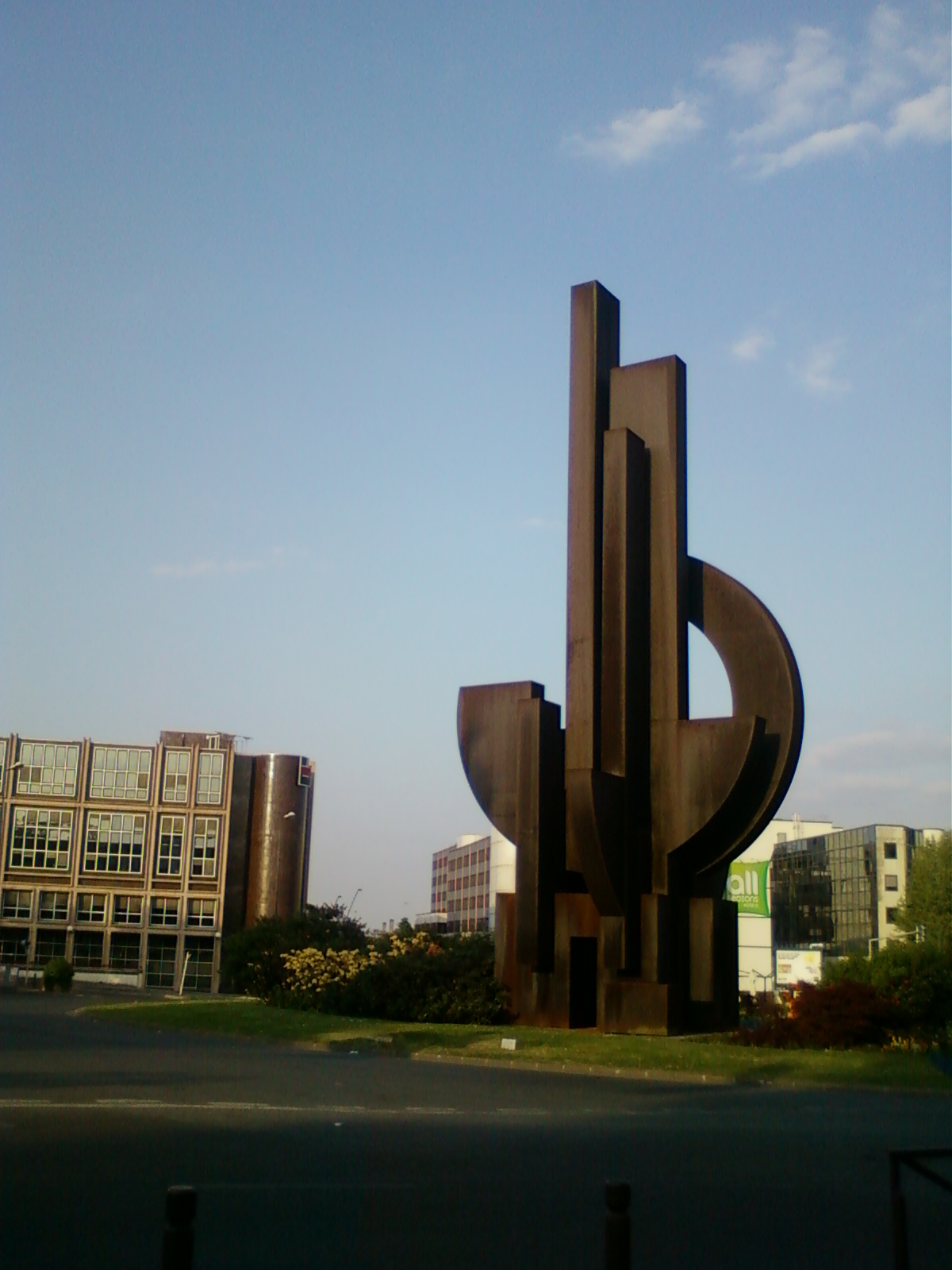
La Liberté, 1990, sculpture monumentale en acier Corten à Fontenay-sous-Bois, une des plus grandes sculptures en acier d'Europe, réalisée par Marino di Teana.
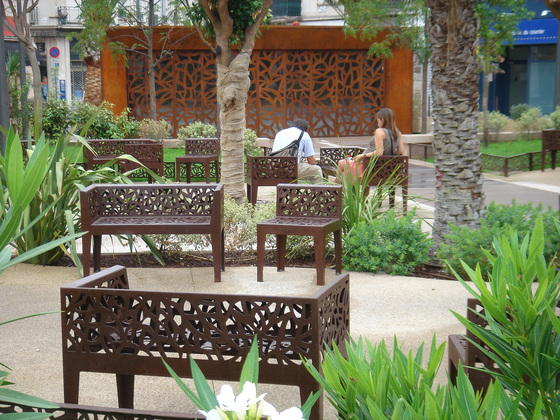
Square à Cannes avec un mobilier en acier Corten créé par Marc Aurel.
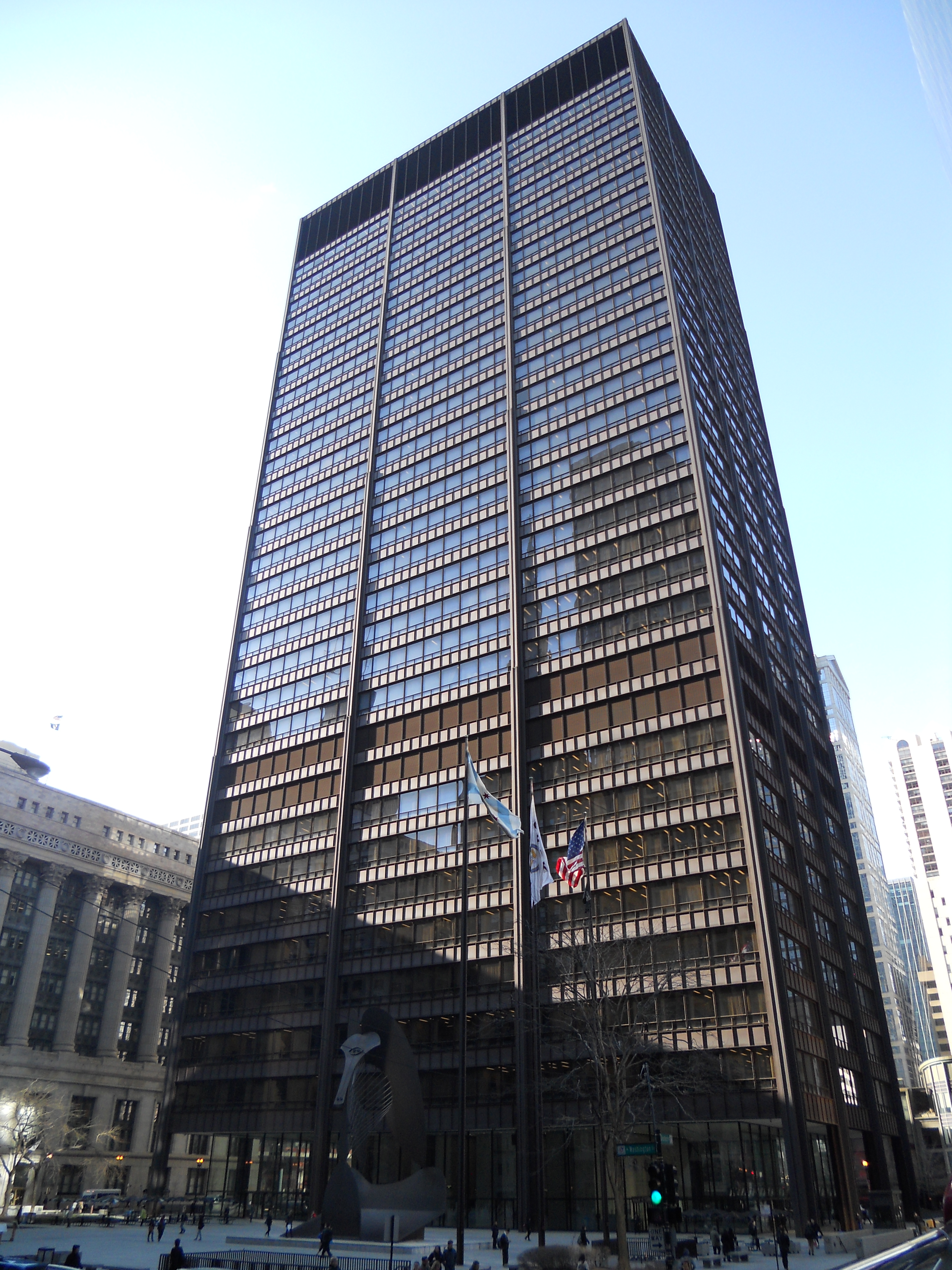
Richard J. Daley Center à Chicago.
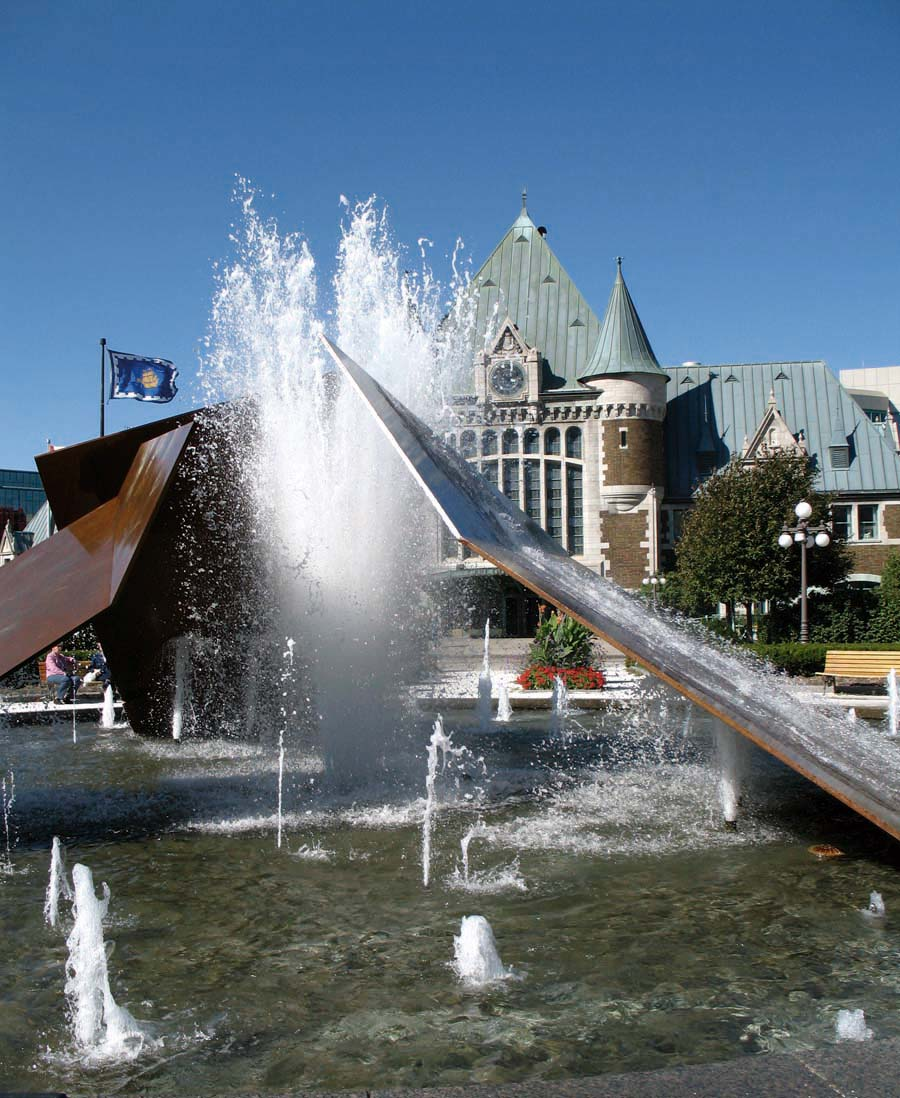
Charles Daudelin, Éclatement II, 1999, sculpture-fontaine en face de la Gare du Palais (Québec) à Québec.
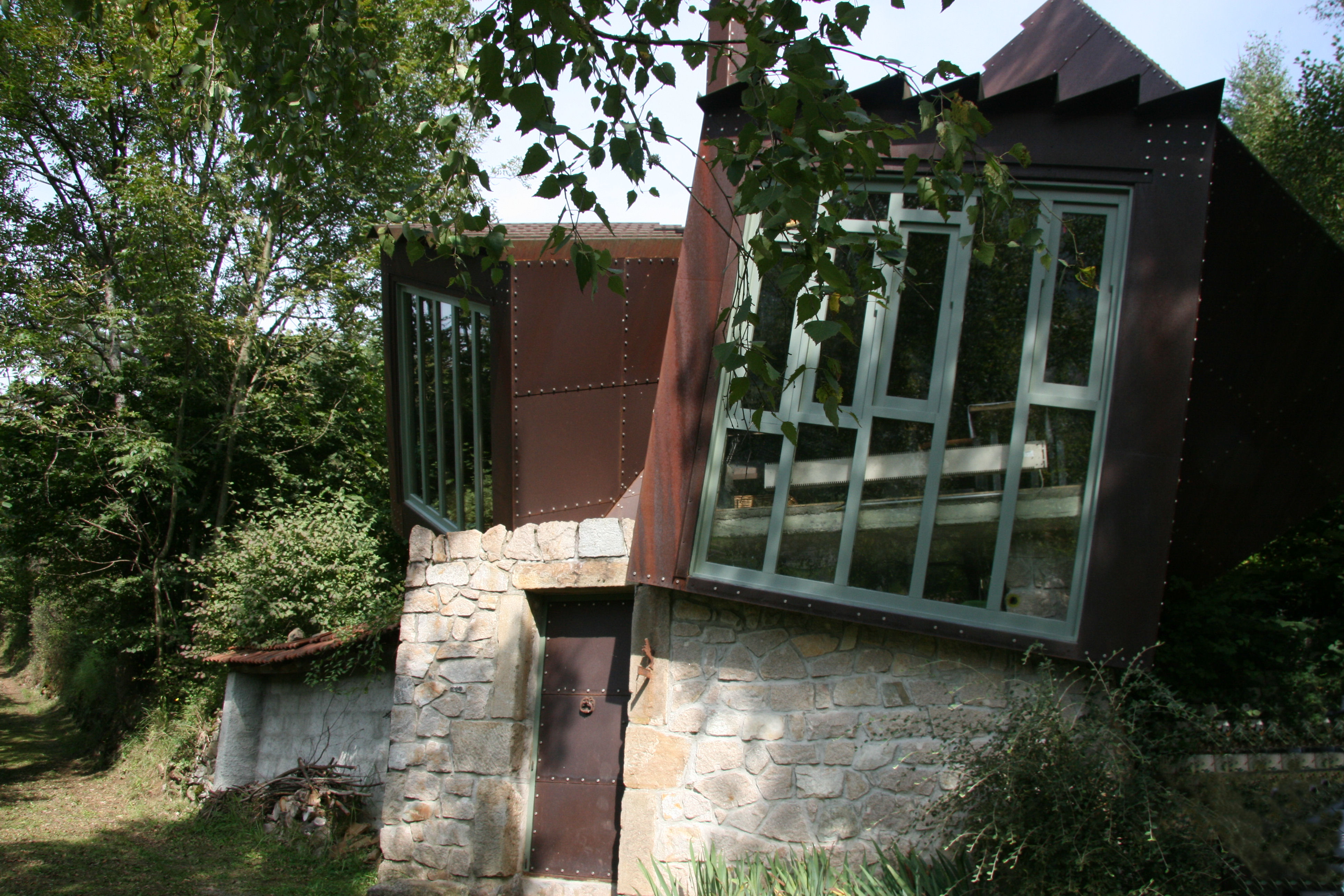
Sculpture habitable réalisée en acier corten par Jean-Claude Galland à Sail-sous-Couzan (Loire).
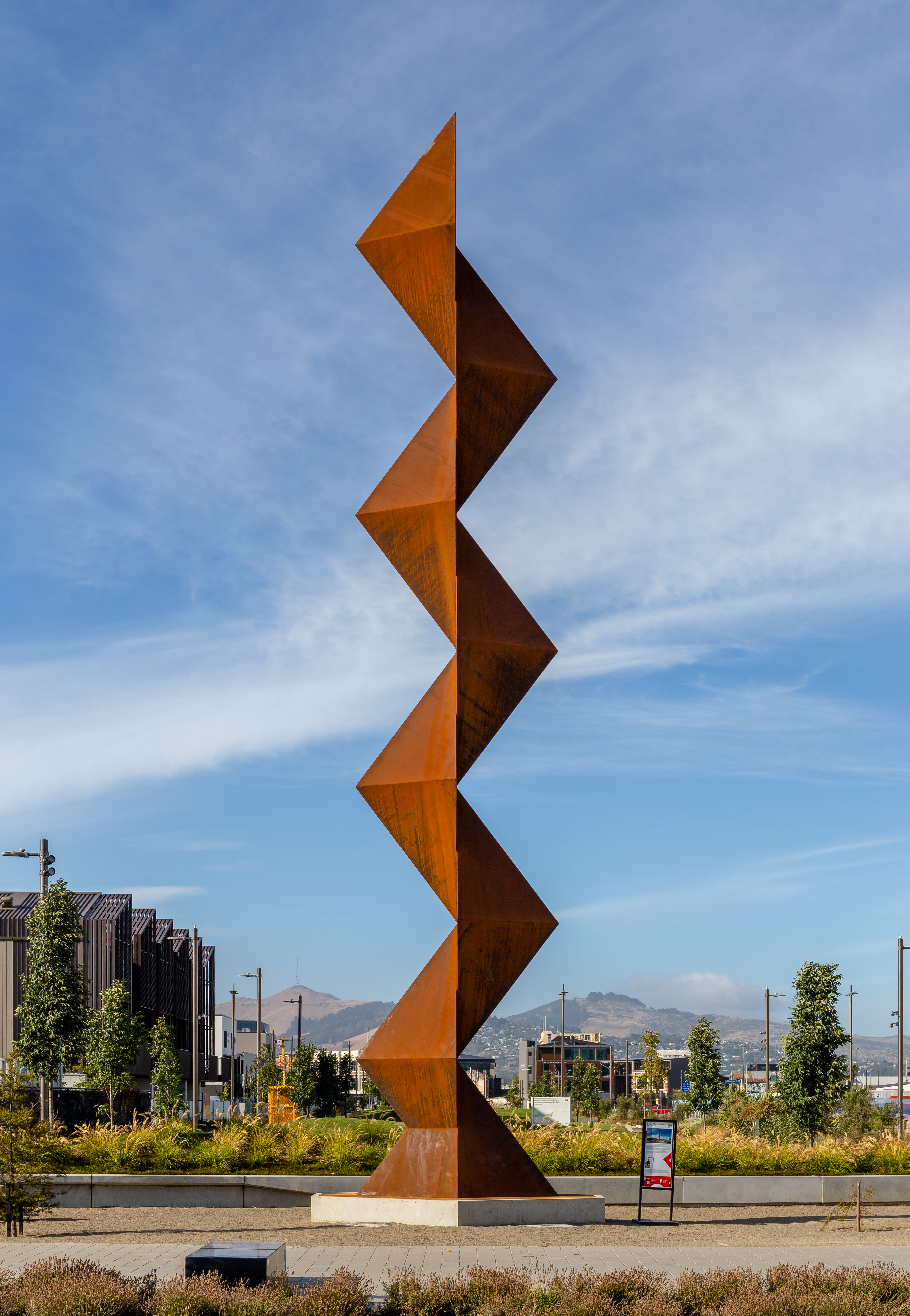
Sculpture Vaka 'A Hina, réalisée par l'artiste tongien Sēmisi Fetokai Potauaine et située à Christchurch (Nouvelle-Zélande).

## Aménagements paysagers
Le corten est aussi prisé par les paysagistes et souvent décliné en bordures, bacs à fleurs, panneaux brise-vue décoratifs. Dans ce contexte, il a l'avantage d'être facile à mettre en œuvre. Ses teintes chaudes s'harmonisent avec la verdure et il dure plus longtemps que le bois, de l'ordre de plusieurs décennies dans un environnement adapté. 

## Corten en intérieur
Il est possible d'utiliser du corten en intérieur mais cela suppose de l'oxyder au préalable car la patine ne se forme que lorsque les tôles sont laissées dehors.